# Universidade do Sul da Califórnia

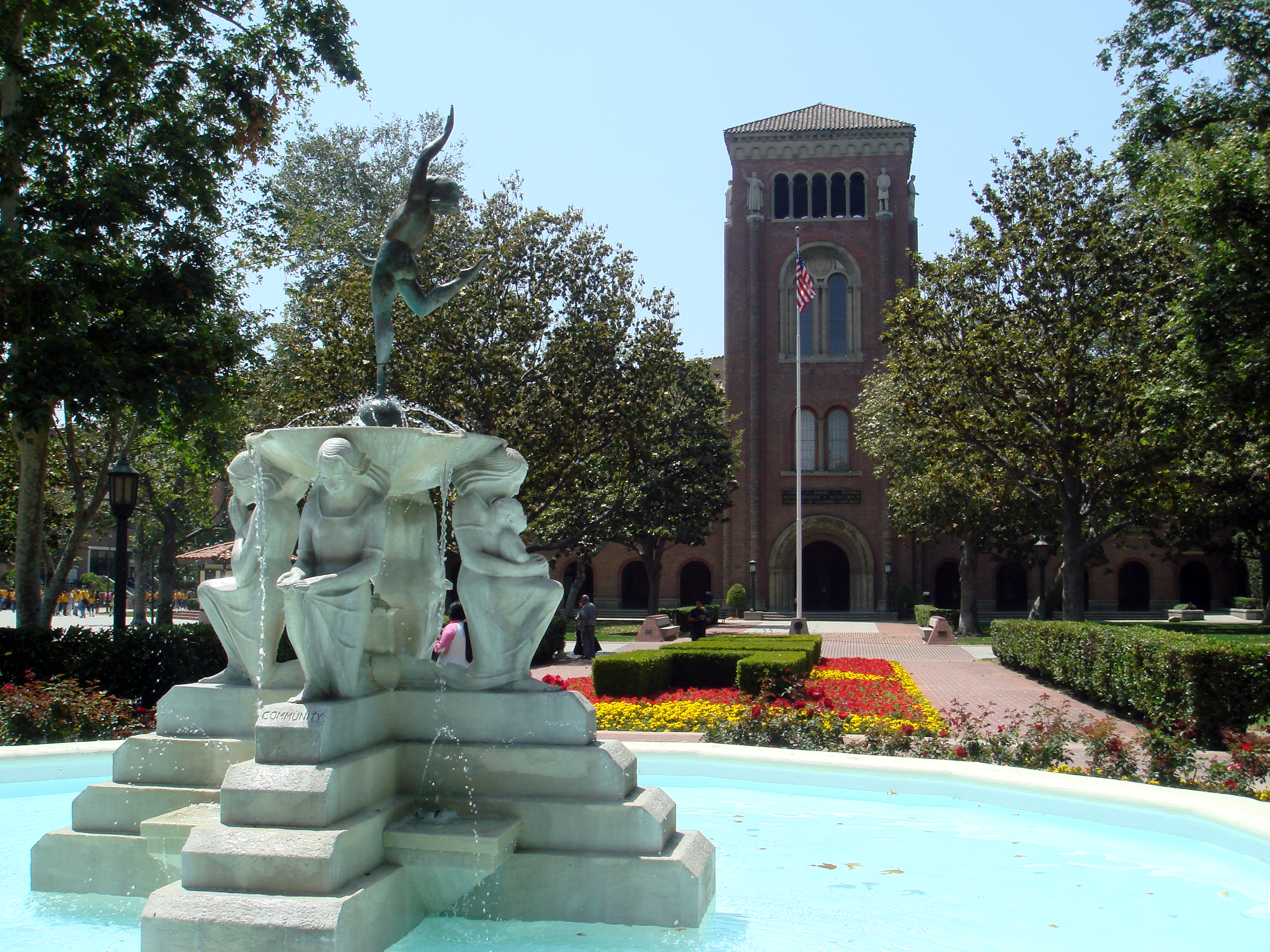

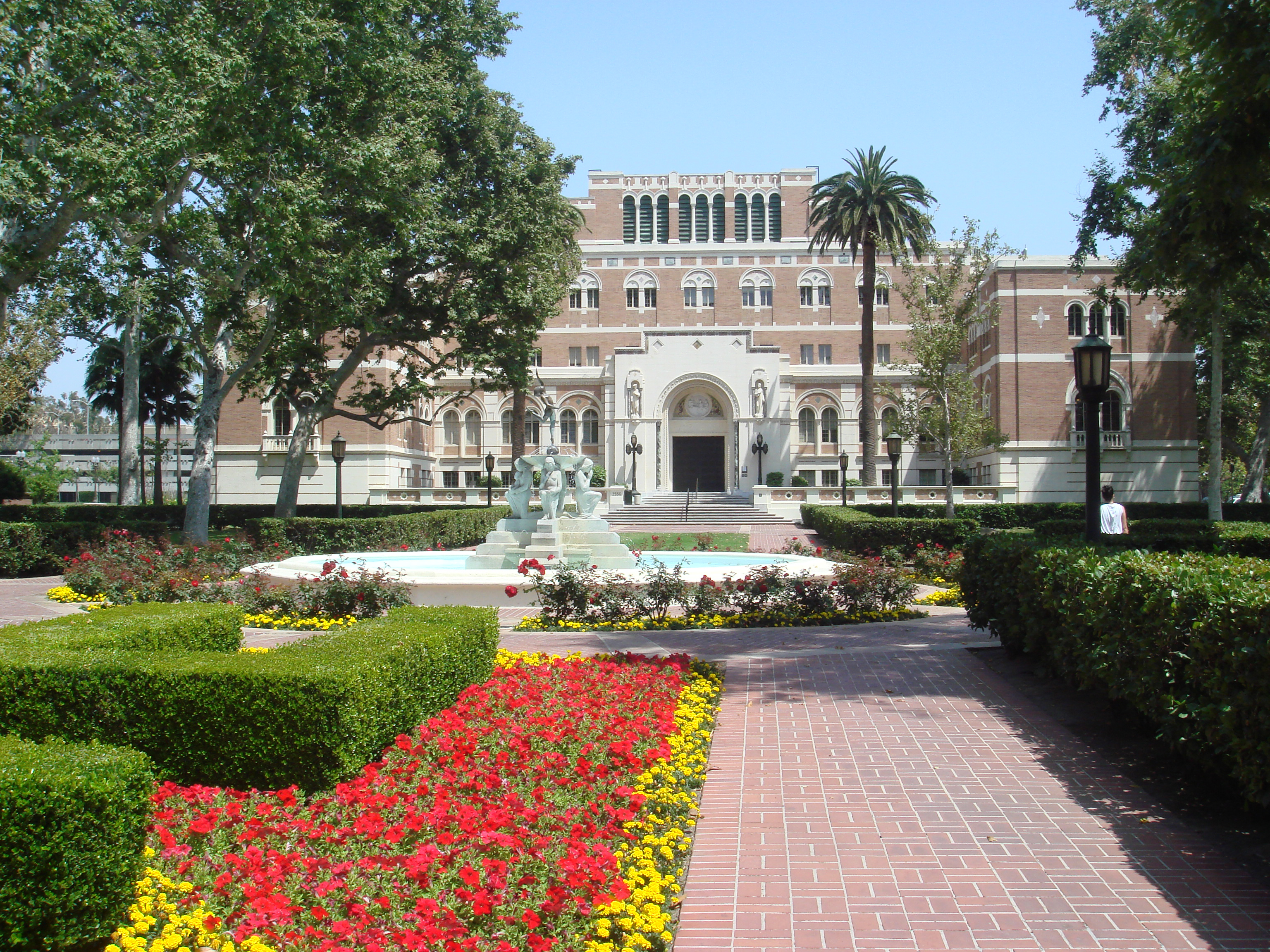
Doheny Library

Universidade do Sul da Califórnia (em inglês:  University of Southern California) é uma universidade privada localizada em Los Angeles, no estado norte-americano da Califórnia. Fundada em 1880, USC é  a mais antiga universidade particular da Califórnia, e sua história e crescimento refletem a história e o crescimento de Los Angeles como uma metrópole global. USC conta com estudantes vindos de todos os 50 estados norte-americanos e possui o maior número de estudantes internacionais entre todas as universidades dos Estados Unidos, vindos de mais de 115 países.
USC conta com aproximadamente 4.735 docentes.  Entre os professores de destaque que ensinam ou ensinaram na USC, encontram-se: Leonard Adleman (cientista da computação e biólogo molecular, ganhador do Prêmio Turing de 2002); Richard Bellman (matemático);   Manuel Castells (sociólogo); António Damásio (médico neurologista e neurocientista); Frank Gehry (arquiteto, ganhador do Pritzker Prize em 1989); Murray Gell-Mann (físico, ganhador do Prêmio Nobel de Física em 1968); Jane Goodall (primatóloga); Daniel McFadden (economista, ganhador do Prêmio Nobel de Economia em 2000); George A. Olah (químico, ganhador do Prêmio Nobel de Química em 1994); e Arieh Warshel (bioquímico, ganhador do Prêmio Nobel de Química em 2013). 